# Palais de justice de Joliette
Le palais de justice de Joliette est un palais de justice situé à Joliette au Québec (Canada). Il a été construit lors d'une vaste campagne de construction de palais de justice, qui a permis l'ajout de 28 palais de justice au Canada-Est entre 1857 et 1866. Celui de Joliette a été construit entre 1860 et 1862 selon les plans de l'architecte en chef des Travaux publics, Frederick Preston Rubidge, selon un plan-type qui a été utilisé pour 13 autres palais de justice. L'édifice a été désigné lieu historique national du Canada en 1981.

## Histoire
En 1857 le Canada-Est entreprend une importante réforme de son système judiciaire. Selon un projet de loi préparé par George-Étienne Cartier et adopté la même année, le Canada-Est est divisé en 21 districts judiciaires, dont 13 sont nouveaux. Cette réforme entraine la construction de 13 palais de justice entre 1857 et 1866, tous selon un plan type préparé par l'architecte du département des Travaux publics, Frederick Preston Rubidge. Le palais de justice de Joliette est construit selon ce plan-type entre 1860 et 1862. L'édifice servait à l'origine de palais de justice, de bureau d'enregistrement et de prison.
Le palais de justice est cité comme immeuble patrimonial le 18 avril 2016 par la ville de Joliette.